# Zealandotachina infuscata
Zealandotachina infuscata là một loài ruồi trong họ Tachinidae.